# En bones mans
En bones mans (originalment en francès, Pupille) és una pel·lícula dramàtica francesa dirigida per Jeanne Herry, i protagonitzada per Sandrine Kiberlain, Gilles Lellouche i Élodie Bouchez. Es va estrenar el 26 d'agost de 2018 a França. S'ha doblat al català.

## Argument
Theo és un bebè nounat al qual la seva mare dona en adopció, i els serveis socials han de buscar una família apta per a fer-se càrrec d'ell. D'altra banda, Alice és una dona de més de 40 anys i en porta deu lluitant per poder ser mare. Els camins de Theo i Alice es creuaran amb les dificultats pròpies del procés.

## Repartiment
| Intèrprets         | Personatge |
| ------------------ | ---------- |
| Sandrine Kiberlain | Karine     |
| Gilles Lellouche   | Jean       |
| Élodie Bouchez     | Alice      |
| Olivia Côte        | Lydie      |
| Clotilde Mollet    | Mathilde   |
| Miou-Miou          | Irène      |
| Stéfi Celma        | Elodie     |

## Crítica
- "Sensible i potser massa dolça (...) Està observada amb intel·ligència i es veu reforçada per un bon repartiment".[2]
- "Un assoliment cinematogràfic informatiu i commovedor, gràcies al guió ben estructurat i documentat i a les impecables actuacions".[3]

## Premis i reconeixements
Va rebre set nominacions per als premis César, entre elles les de millor pel·lícula i millor director.